# HMS Swiftsure (1870)
El HMS Swiftsure fue una fragata blindada del tipo ironclad, líder de la clase Swiftsure, construida a final de la época victoriana, junto con su gemelo, el HMS Triumph.

## Historial de servicio
Fue dado de alta en Devonport en 1871, realizando sus pruebas de mar con la Flota del Canal. Relevó al HMS Defence en los Dardanelos en 1872. 
Durante la Revolución Cantonal, permaneció en aguas de Cartagena y junto con la fragata blindada alemana SMS Friedrich Carl apresó a primeros de agosto de 1873 a las fragatas cantonales Vitoria y Almansa, entregándolas al gobierno de España en Gibraltar. Tuvo una destacada intervención en el Incidente de Salónica de 1876. Permaneció en el Mediterráneo hasta 1878. 
Sufrió una gran modernización en Devonport donde se le dotó de un nuevo aparejo (bricbarca), sistemas para lanzar torpedos, y de cañones de 25 libras de retrocarga para proyectiles rompedores y de una infraestructura para permitirle actuar como buque insignia de la Estación del Pacífico, misión que desempeñó entre 1882 y 1885. 
Recibió unas nuevas calderas en Devonport, y permaneció en la reserva, hasta que fue asignado a la Flota del Pacífico desde abril de 1888 hasta octubre de 1890, tras lo cual, volvió a la reserva. 
En las maniobras anuales de 1893, desde la nave Swiftsure solicitaron permiso al Almirantazgo para desplegar las velas, ya que sus motores, resultaban insuficientes para generar la potencia requerida para dar la velocidad ordenada. Fue la última ocasión en la que un acorazado británico, largó velas mientras navegaba con su flota. En 1901, se usó su casco como buque de aprovisionamiento con el nuevo nombre de Orontes. Fue vendido para desguace en 1908.